# Erioptera furcifer
Erioptera furcifer är en tvåvingeart som beskrevs av Alexander 1919. Erioptera furcifer ingår i släktet Erioptera och familjen småharkrankar. Inga underarter finns listade i Catalogue of Life.